# 翟化鵬
翟化鵬（1857年—1926年），字溟南，山東省泰安府平陰縣人，清朝政治人物、進士出身。

## 生平
光緒十八年（1892年），参加光緒壬辰科殿試，登進士二甲39名。同年五月，改翰林院庶吉士。光緒二十一年四月，散館，以主事著以部属用。